# 舊國會大廈 (雅典)
舊國會大廈（希臘語：Παλαιά Βουλή，Paleá Voulí）是位於希臘首都雅典體育場大街的一座建築。

## 历史
在1875年至1932年期間，這座建築是希臘議會的會場（1935年後遷入舊宮）。現在舊國會大廈的建築是希臘國家歷史博物館的所在地。

## 外部連結
- Old Parliament: From Action to Memory, from the Foundation of the Hellenic World （页面存档备份，存于）
- Official site of the museum
- Hellenic Ministry of Culture and Tourism （页面存档备份，存于）
- Hellenic Ministry of Foreign Affairs[永久]

Template:雅典地標
37°58′39″N 23°43′58″E / 37.97750°N 23.73278°E